# Oreiller-Killy
La Oreiller-Killy è una pista sciistica situata a Val-d'Isère, in Francia. Sul pendio, che si snoda sulla Rocher de Bellevarde, si tengono gare a livello maschile e femminile della Coppa del Mondo di sci alpino, a partire dalla stagione 1968-1969. La pista è dedicata ai due sciatori francesi Henri Oreiller e Jean-Claude Killy.

## Albo d'oro

### Uomini

#### Discesa libera
| Competizione                       | Data             | Primo                  | Secondo              | Terzo                  |
| ---------------------------------- | ---------------- | ---------------------- | -------------------- | ---------------------- |
| Coppa del Mondo di sci alpino 1970 | 14 dicembre 1969 | Malcolm Milne          | Jean-Daniel Dätwyler | Karl Schranz           |
| Coppa del Mondo di sci alpino 1971 | 20 dicembre 1970 | Karl Cordin            | Bernard Orcel        | Karl Schranz           |
| Coppa del Mondo di sci alpino 1972 | 12 dicembre 1971 | Karl Schranz           | Heinrich Messner     | Michel Dätwyler        |
| Coppa del Mondo di sci alpino 1973 | 10 dicembre 1972 | Reinhard Tritscher     | David Zwilling       | Marcello Varallo       |
| Coppa del Mondo di sci alpino 1974 | 10 dicembre 1973 | Herbert Plank          | Werner Grissmann     | Franz Klammer          |
| Coppa del Mondo di sci alpino 1975 | 8 dicembre 1974  | Franz Klammer          | Werner Grissmann     | Michael Veith          |
| Coppa del Mondo di sci alpino 1976 | 7 dicembre 1975  | Ken Read               | Herbert Plank        | Bernhard Russi         |
| Coppa del Mondo di sci alpino 1977 | 12 dicembre 1976 | Heini Hemmi            | Piero Gros           | Phil Mahre             |
| Coppa del Mondo di sci alpino 1978 | 11 dicembre 1977 | Franz Klammer          | Herbert Plank        | Josef Walcher          |
| Coppa del Mondo di sci alpino 1980 | 7 dicembre 1979  | Peter Wirnsberger      | Herbert Plank        | Erik Håker             |
| Coppa del Mondo di sci alpino 1981 | 7 dicembre 1980  | Uli Spieß              | Ken Read             | Steve Podborski        |
| Coppa del Mondo di sci alpino 1982 | 6 dicembre 1981  | Franz Klammer          | Peter Müller         | Toni Bürgler           |
| Coppa del Mondo di sci alpino 1983 | 9 gennaio 1983   | Erwin Resch            | Peter Lüscher        | Conradin Cathomen      |
| Coppa del Mondo di sci alpino 1983 | 10 gennaio 1983  | Conradin Cathomen      | Ken Read             | Danilo Sbardellotto    |
| Coppa del Mondo di sci alpino 1984 | 9 dicembre 1983  | Franz Heinzer          | Todd Brooker         | Harti Weirather        |
| Coppa del Mondo di sci alpino 1986 | 9 dicembre 1985  | Michael Mair           | Marc Girardelli      | Peter Wirnsberger      |
| Coppa del Mondo di sci alpino 1987 | 5 dicembre 1986  | Pirmin Zurbriggen      | Markus Wasmeier      | Michael Mair           |
| Coppa del Mondo di sci alpino 1988 | 7 dicembre 1987  | Daniel Mahrer          | Pirmin Zurbriggen    | Michael Mair           |
| Coppa del Mondo di sci alpino 1988 | 9 gennaio 1988   | Pirmin Zurbriggen      | Anton Steiner        | Marc Girardelli        |
| Coppa del Mondo di sci alpino 1990 | 27 gennaio 1990  | Helmut Höflehner       | Atle Skårdal         | William Besse          |
| Coppa del Mondo di sci alpino 1990 | 29 gennaio 1990  | Helmut Höflehner       | William Besse        | Franz Heinzer          |
| Coppa del Mondo di sci alpino 1991 | 8 dicembre 1990  | Leonhard Stock         | Franz Heinzer        | Peter Wirnsberger      |
| Coppa del Mondo di sci alpino 1992 | 7 dicembre 1991  | A J Kitt               | Leonhard Stock       | Franz Heinzer          |
| Coppa del Mondo di sci alpino 1995 | 16 dicembre 1994 | Josef Strobl           | Luc Alphand          | Günther Mader          |
| Coppa del Mondo di sci alpino 1995 | 17 dicembre 1994 | Armin Assinger         | Patrick Ortlieb      | Josef Strobl           |
| Coppa del Mondo di sci alpino 1996 | 9 dicembre 1995  | Luc Alphand            | Roland Assinger      | Hannes Trinkl          |
| Coppa del Mondo di sci alpino 1997 | 15 dicembre 1996 | Fritz Strobl           | Werner Franz         | Patrick Ortlieb        |
| Coppa del Mondo di sci alpino 1999 | 12 dicembre 1998 | Lasse Kjus             | Luca Cattaneo        | Erik Seletto           |
| Coppa del Mondo di sci alpino 2001 | 9 dicembre 2000  | Hermann Maier          | Stephan Eberharter   | Fritz Strobl           |
| Coppa del Mondo di sci alpino 2001 | 16 dicembre 2000 | Alessandro Fattori     | Kristian Ghedina     | Roland Fischnaller     |
| Coppa del Mondo di sci alpino 2002 | 8 dicembre 2001  | Stephan Eberharter     | Kurt Sulzenbacher    | Michael Walchhofer     |
| Coppa del Mondo di sci alpino 2003 | 14 dicembre 2002 | Stephan Eberharter     | Klaus Kröll          | Andreas Schifferer     |
| Coppa del Mondo di sci alpino 2005 | 11 dicembre 2004 | Werner Franz           | Marco Büchel         | Michael Walchhofer     |
| Coppa del Mondo di sci alpino 2006 | 10 dicembre 2005 | Michael Walchhofer     | Fritz Strobl         | Hans Grugger           |
| Coppa del Mondo di sci alpino 2007 | 20 gennaio 2007  | Pierre-Emmanuel Dalcin | Erik Guay            | Manuel Osborne-Paradis |
| Coppa del Mondo di sci alpino 2017 | 3 dicembre 2016  | Kjetil Jansrud         | Peter Fill           | Aksel Lund Svindal     |
| Coppa del Mondo di sci alpino 2021 | 13 dicembre 2020 | Martin Čater           | Otmar Striedinger    | Urs Kryenbühl          |

#### Supergigante
| Competizione                       | Data             | Primo              | Secondo                  | Terzo               |
| ---------------------------------- | ---------------- | ------------------ | ------------------------ | ------------------- |
| Coppa del Mondo di sci alpino 1983 | 12 dicembre 1982 | Peter Müller       | Peter Lüscher            | Pirmin Zurbriggen   |
| Coppa del Mondo di sci alpino 1984 | 10 dicembre 1983 | Hans Enn           | Pirmin Zurbriggen        | Jure Franko         |
| Coppa del Mondo di sci alpino 1987 | 6 dicembre 1986  | Markus Wasmeier    | Robert Erlacher          | Marc Girardelli     |
| Coppa del Mondo di sci alpino 1988 | 10 gennaio 1988  | Markus Wasmeier    | Franck Piccard           | Pirmin Zurbriggen   |
| Coppa del Mondo di sci alpino 1990 | 10 dicembre 1989 | Niklas Henning     | Franck Piccard           | Peter Runggaldier   |
| Coppa del Mondo di sci alpino 1990 | 29 gennaio 1990  | Steve Locher       | Armand Schiele           | Günther Mader       |
| Coppa del Mondo di sci alpino 1992 | 8 dicembre 1991  | Marc Girardelli    | Atle Skårdal             | Urs Kälin           |
| Coppa del Mondo di sci alpino 1994 | 12 dicembre 1993 | Günther Mader      | Kjetil André Aamodt      | Tommy Moe           |
| Coppa del Mondo di sci alpino 1996 | 10 dicembre 1995 | Atle Skårdal       | Lasse Kjus               | Hans Knauß          |
| Coppa del Mondo di sci alpino 1997 | 16 dicembre 1996 | Hans Knauß         | Günther Mader            | Steve Locher        |
| Coppa del Mondo di sci alpino 1999 | 13 dicembre 1998 | Hermann Maier      | Stephan Eberharter       | Lasse Kjus          |
| Coppa del Mondo di sci alpino 2002 | 7 dicembre 2001  | Stephan Eberharter | Didier Cuche             | Silvano Beltrametti |
| Coppa del Mondo di sci alpino 2017 | 2 dicembre 2016  | Kjetil Jansrud     | Aksel Lund Svindal       | Dominik Paris       |
| Coppa del Mondo di sci alpino 2021 | 12 dicembre 2020 | Mauro Caviezel     | Adrian Smiseth Sejersted | Christian Walder    |

#### Slalom gigante
| Competizione                       | Data             | Primo                | Secondo             | Terzo                |
| ---------------------------------- | ---------------- | -------------------- | ------------------- | -------------------- |
| Coppa del Mondo di sci alpino 1969 | 12 dicembre 1968 | Karl Schranz         | Bernard Orcel       | Henri Duvillard      |
| Coppa del Mondo di sci alpino 1970 | 11 dicembre 1969 | Gustav Thöni         | Patrick Russel      | Jean-Noël Augert     |
| Coppa del Mondo di sci alpino 1971 | 17 dicembre 1970 | Patrick Russel       | Jean-Noël Augert    | Gustav Thöni         |
| Coppa del Mondo di sci alpino 1972 | 9 dicembre 1971  | Erik Håker           | Jean-Noël Augert    | Henri Duvillard      |
| Coppa del Mondo di sci alpino 1973 | 8 dicembre 1972  | Piero Gros           | Erik Håker          | Helmuth Schmalzl     |
| Coppa del Mondo di sci alpino 1974 | 8 dicembre 1973  | Hans Hinterseer      | Helmuth Schmalzl    | Piero Gros           |
| Coppa del Mondo di sci alpino 1975 | 5 dicembre 1974  | Piero Gros           | Ingemar Stenmark    | Erik Håker           |
| Coppa del Mondo di sci alpino 1976 | 5 dicembre 1975  | Gustav Thöni         | Ingemar Stenmark    | Piero Gros           |
| Coppa del Mondo di sci alpino 1977 | 10 dicembre 1976 | Phil Mahre           | Ingemar Stenmark    | Klaus Heidegger      |
| Coppa del Mondo di sci alpino 1977 | 12 dicembre 1976 | Heini Hemmi          | Piero Gros          | Phil Mahre           |
| Coppa del Mondo di sci alpino 1978 | 10 dicembre 1977 | Ingemar Stenmark     | Heini Hemmi         | Jean-Luc Fournier    |
| Coppa del Mondo di sci alpino 1980 | 8 dicembre 1979  | Ingemar Stenmark     | Bojan Križaj        | Hans Enn             |
| Coppa del Mondo di sci alpino 1994 | 13 dicembre 1993 | Christian Mayer      | Tobias Barnerssoi   | Michael von Grünigen |
| Coppa del Mondo di sci alpino 1995 | 18 dicembre 1994 | Michael von Grünigen | Kjetil André Aamodt | Günther Mader        |
| Coppa del Mondo di sci alpino 1998 | 14 dicembre 1997 | Michael von Grünigen | Stephan Eberharter  | Hans Knauß           |
| Coppa del Mondo di sci alpino 2001 | 10 dicembre 2000 | Hermann Maier        | Heinz Schilchegger  | Andreas Schifferer   |
| Coppa del Mondo di sci alpino 2001 | 17 dicembre 2000 | Michael von Grünigen | Heinz Schilchegger  | Bode Miller          |
| Coppa del Mondo di sci alpino 2002 | 9 dicembre 2001  | Bode Miller          | Frédéric Covili     | Stephan Eberharter   |
| Coppa del Mondo di sci alpino 2003 | 15 dicembre 2002 | Michael von Grünigen | Bode Miller         | Christoph Gruber     |
| Coppa del Mondo di sci alpino 2005 | 12 dicembre 2004 | Bode Miller          | Lasse Kjus          | Hermann Maier        |
| Coppa del Mondo di sci alpino 2017 | 4 dicembre 2016  | Mathieu Faivre       | Marcel Hirscher     | Alexis Pinturault    |

#### Combinata alpina
| Competizione                       | Data             | Primo          | Secondo           | Terzo          |
| ---------------------------------- | ---------------- | -------------- | ----------------- | -------------- |
| Coppa del Mondo di sci alpino 1980 | 8 dicembre 1979  | Phil Mahre     | Steve Mahre       | Michel Vion    |
| Coppa del Mondo di sci alpino 1981 | 7 dicembre 1980  | Andreas Wenzel | Hans Enn          | Phil Mahre     |
| Coppa del Mondo di sci alpino 1982 | 6 dicembre 1981  | Phil Mahre     | Andreas Wenzel    | Leonhard Stock |
| Coppa del Mondo di sci alpino 1983 | 12 dicembre 1982 | Franz Heinzer  | Peter Müller      | Peter Lüscher  |
| Coppa del Mondo di sci alpino 1984 | 18 dicembre 1983 | Franz Heinzer  | Pirmin Zurbriggen | Leonhard Stock |
| Coppa del Mondo di sci alpino 1986 | 7 dicembre 1985  | Peter Müller   | Michael Mair      | Karl Alpiger   |

#### Supercombinata
| Competizione                       | Data             | Primo              | Secondo            | Terzo       |
| ---------------------------------- | ---------------- | ------------------ | ------------------ | ----------- |
| Coppa del Mondo di sci alpino 2006 | 11 dicembre 2005 | Michael Walchhofer | Rainer Schönfelder | Bode Miller |

### Donne

#### Discesa libera
| Competizione                       | Data             | Prima                 | Seconda                             | Terza                 |
| ---------------------------------- | ---------------- | --------------------- | ----------------------------------- | --------------------- |
| Coppa del Mondo di sci alpino 1972 | 11 dicembre 1971 | Jacqueline Rouvier    | Annemarie Moser-Pröll               | Françoise Macchi      |
| Coppa del Mondo di sci alpino 1973 | 7 dicembre 1972  | Annemarie Moser-Pröll | Jacqueline Rouvier                  | Irmgard Lukasser      |
| Coppa del Mondo di sci alpino 1974 | 6 dicembre 1973  | Annemarie Moser-Pröll | Ingrid Gfölner                      | Wiltrud Drexel        |
| Coppa del Mondo di sci alpino 1975 | 4 dicembre 1974  | Wiltrud Drexel        | Bernadette Zurbriggen               | Danièle Debernard     |
| Coppa del Mondo di sci alpino 1976 | 3 dicembre 1975  | Bernadette Zurbriggen | Irene Epple                         | Marie-Theres Nadig    |
| Coppa del Mondo di sci alpino 1978 | 7 dicembre 1977  | Marie-Theres Nadig    | Annemarie Moser-Pröll               | Monika Bader          |
| Coppa del Mondo di sci alpino 1979 | 17 dicembre 1978 | Annemarie Moser-Pröll | Evi Mittermaier                     | Bernadette Zurbriggen |
| Coppa del Mondo di sci alpino 1980 | 5i dicembre 1979 | Marie-Theres Nadig    | Cindy Nelson                        | Laurie Graham         |
| Coppa del Mondo di sci alpino 1981 | 3 dicembre 1980  | Marie-Theres Nadig    | Kathy Kreiner                       | Irene Epple           |
| Coppa del Mondo di sci alpino 1982 | 4 dicembre 1981  | Irene Epple           | Erika Hess                          | Tamara McKinney       |
| Coppa del Mondo di sci alpino 1983 | 7 dicembre 1982  | Doris De Agostini     | Lea Sölkner                         | Maria Walliser        |
| Coppa del Mondo di sci alpino 1984 | 7 dicembre 1983  | Irene Epple           | Ariane Ehrat                        | Caroline Attia        |
| Coppa del Mondo di sci alpino 1984 | 8 dicembre 1983  | Maria Walliser        | Irene Epple                         | Lea Sölkner           |
| Coppa del Mondo di sci alpino 1986 | 12 dicembre 1985 | Michaela Gerg         | Laurie Graham                       | Maria Walliser        |
| Coppa del Mondo di sci alpino 1986 | 13 dicembre 1985 | Laurie Graham         | Maria Walliser                      | Michaela Gerg         |
| Coppa del Mondo di sci alpino 1987 | 12 dicembre 1986 | Michela Figini        | Maria Walliser                      | Heidi Zurbriggen      |
| Coppa del Mondo di sci alpino 1987 | 13 dicembre 1986 | Laurie Graham         | Maria Walliser                      | Catherine Quittet     |
| Coppa del Mondo di sci alpino 1988 | 4 dicembre 1987  | Maria Walliser        | Michela Figini                      | Zoë Haas              |
| Coppa del Mondo di sci alpino 1988 | 5 dicembre 1987  | Chantal Bournissen    | Marina Kiehl                        | Ulrike Stanggassinger |
| Coppa del Mondo di sci alpino 1989 | 2 dicembre 1988  | Michela Figini        | Regine Mösenlechner                 | Michaela Gerg         |
| Coppa del Mondo di sci alpino 1996 | 3 febbraio 1996  | Katja Seizinger       | Picabo Street                       | Isolde Kostner        |
| Coppa del Mondo di sci alpino 1998 | 17 dicembre 1997 | Katja Seizinger       | Hilde Gerg                          | Ingeborg Helen Marken |
| Coppa del Mondo di sci alpino 2006 | 17 dicembre 2005 | Lindsey Vonn          | Caroline Lalive                     | Alexandra Meissnitzer |
| Coppa del Mondo di sci alpino 2007 | 19 dicembre 2006 | Julia Mancuso         | Renate Götschl                      | Lindsey Vonn          |
| Coppa del Mondo di sci alpino 2007 | 20 dicembre 2006 | Lindsey Vonn          | Julia Mancuso                       | Anja Pärson           |
| Coppa del Mondo di sci alpino 2011 | 18 dicembre 2010 | Lindsey Vonn          | Nadja Kamer                         | Lara Gut              |
| Coppa del Mondo di sci alpino 2013 | 14 dicembre 2012 | Lara Gut              | Leanne Smith                        | Nadja Kamer           |
| Coppa del Mondo di sci alpino 2014 | 21 dicembre 2013 | Marianne Abderhalden  | Tina Maze                           | Cornelia Hütter       |
| Coppa del Mondo di sci alpino 2015 | 20 dicembre 2014 | Lindsey Vonn          | Elisabeth Görgl Viktoria Rebensburg |                       |
| Coppa del Mondo di sci alpino 2016 | 19 dicembre 2015 | Lara Gut              | Fabienne Suter                      | Larisa Yurkiw         |
| Coppa del Mondo di sci alpino 2017 | 17 dicembre 2016 | Ilka Štuhec           | Cornelia Hütter                     | Sofia Goggia          |
| Coppa del Mondo di sci alpino 2021 | 18 dicembre 2020 | Corinne Suter         | Sofia Goggia                        | Breezy Johnson        |
| Coppa del Mondo di sci alpino 2021 | 19 dicembre 2020 | Sofia Goggia          | Corinne Suter                       | Breezy Johnson        |
| Coppa del Mondo di sci alpino 2022 | 18 dicembre 2021 | Sofia Goggia          | Breezy Johnson                      | Mirjam Puchner        |
| Coppa del Mondo di sci alpino 2024 | 16 dicembre 2023 | Jasmine Flury         | Joana Hählen                        | Cornelia Hütter       |

#### Supergigante
| Competizione                       | Data             | Prima                 | Seconda               | Terza                |
| ---------------------------------- | ---------------- | --------------------- | --------------------- | -------------------- |
| Coppa del Mondo di sci alpino 1987 | 14 dicembre 1986 | Maria Walliser        | Catherine Quittet     | Vreni Schneider      |
| Coppa del Mondo di sci alpino 1996 | 7 dicembre 1995  | Alexandra Meissnitzer | Heidi Zeller-Bähler   | Mojca Suhadolc       |
| Coppa del Mondo di sci alpino 1996 | 2 febbraio 1996  | Katja Seizinger       | Renate Götschl        | Hilde Gerg           |
| Coppa del Mondo di sci alpino 1996 | 4 febbraio 1996  | Katja Seizinger       | Isolde Kostner        | Renate Götschl       |
| Coppa del Mondo di sci alpino 1997 | 12 dicembre 1996 | Hilde Gerg            | Katja Seizinger       | Isolde Kostner       |
| Coppa del Mondo di sci alpino 1998 | 18 dicembre 1997 | Katja Seizinger       | Renate Götschl        | Hilde Gerg           |
| Coppa del Mondo di sci alpino 1999 | 10 dicembre 1998 | Alexandra Meissnitzer | Martina Ertl          | Régine Cavagnoud     |
| Coppa del Mondo di sci alpino 2000 | 8 dicembre 1999  | Isolde Kostner        | Hilde Gerg            | Pernilla Wiberg      |
| Coppa del Mondo di sci alpino 2001 | 6 dicembre 2000  | Régine Cavagnoud      | Michaela Dorfmeister  | Carole Montillet     |
| Coppa del Mondo di sci alpino 2002 | 15 dicembre 2001 | Hilde Gerg            | Renate Götschl        | Tanja Schneider      |
| Coppa del Mondo di sci alpino 2003 | 13 dicembre 2002 | Carole Montillet      | Daniela Ceccarelli    | Michaela Dorfmeister |
| Coppa del Mondo di sci alpino 2006 | 18 dicembre 2005 | Michaela Dorfmeister  | Alexandra Meissnitzer | Emily Brydon         |
| Coppa del Mondo di sci alpino 2010 | 20 dicembre 2009 | Fränzi Aufdenblatten  | Nadia Styger          | Lindsey Vonn         |
| Coppa del Mondo di sci alpino 2015 | 21 dicembre 2014 | Elisabeth Görgl       | Anna Fenninger        | Tina Maze            |
| Coppa del Mondo di sci alpino 2017 | 18 dicembre 2016 | Lara Gut              | Tina Weirather        | Elena Curtoni        |
| Coppa del Mondo di sci alpino 2018 | 16 dicembre 2017 | Lindsey Vonn          | Sofia Goggia          | Ragnhild Mowinckel   |
| Coppa del Mondo di sci alpino 2018 | 17 dicembre 2017 | Anna Fenninger        | Tina Weirather        | Sofia Goggia         |
| Coppa del Mondo di sci alpino 2021 | 20 dicembre 2020 | Ester Ledecká         | Corinne Suter         | Federica Brignone    |
| Coppa del Mondo di sci alpino 2022 | 19 dicembre 2021 | Sofia Goggia          | Ragnhild Mowinckel    | Elena Curtoni        |
| Coppa del Mondo di sci alpino 2024 | 17 dicembre 2023 | Federica Brignone     | Kajsa Vickhoff Lie    | Sofia Goggia         |

#### Slalom gigante
| Competizione                       | Data             | Prima                 | Seconda               | Terza                                      |
| ---------------------------------- | ---------------- | --------------------- | --------------------- | ------------------------------------------ |
| Coppa del Mondo di sci alpino 1969 | 11 dicembre 1968 | Françoise Macchi      | Rosi Mittermaier      | Annie Famose                               |
| Coppa del Mondo di sci alpino 1970 | 10 dicembre 1969 | Françoise Macchi      | Barbara Cochran       | Michèle Jacot                              |
| Coppa del Mondo di sci alpino 1971 | 19 dicembre 1970 | Isabelle Mir          | Wiltrud Drexel        | Michèle Jacot                              |
| Coppa del Mondo di sci alpino 1975 | 7 dicembre 1974  | Annemarie Moser-Pröll | Monika Kaserer        | Fabienne Serrat                            |
| Coppa del Mondo di sci alpino 1976 | 4 dicembre 1975  | Lise-Marie Morerod    | Rosi Mittermaier      | Monika Kaserer                             |
| Coppa del Mondo di sci alpino 1977 | 9 dicembre 1976  | Lise-Marie Morerod    | Abbi Fisher           | Annemarie Moser-Pröll                      |
| Coppa del Mondo di sci alpino 1978 | 8 dicembre 1977  | Lise-Marie Morerod    | Maria Epple           | Monika Kaserer                             |
| Coppa del Mondo di sci alpino 1979 | 18 dicembre 1978 | Christa Kinshofer     | Hanni Wenzel          | Marie-Theres Nadig                         |
| Coppa del Mondo di sci alpino 1980 | 6 dicembre 1979  | Marie-Theres Nadig    | Perrine Pelen         | Erika Hess                                 |
| Coppa del Mondo di sci alpino 1981 | 4 dicembre 1980  | Irene Epple           | Perrine Pelen         | Christa Kinshofer                          |
| Coppa del Mondo di sci alpino 1983 | 8 dicembre 1982  | Erika Hess            | Tamara McKinney       | Hanni Wenzel                               |
| Coppa del Mondo di sci alpino 1984 | 11 dicembre 1983 | Erika Hess            | Perrine Pelen         | Hanni Wenzel                               |
| Coppa del Mondo di sci alpino 1996 | 8 dicembre 1995  | Martina Ertl          | Mojca Suhadolc        | Alexandra Meissnitzer                      |
| Coppa del Mondo di sci alpino 1998 | 19 dicembre 1997 | Deborah Compagnoni    | Alexandra Meissnitzer | Leïla Piccard                              |
| Coppa del Mondo di sci alpino 1999 | 11 dicembre 1998 | Alexandra Meissnitzer | Deborah Compagnoni    | Anita Wachter                              |
| Coppa del Mondo di sci alpino 2000 | 9 dicembre 1999  | Michaela Dorfmeister  | Silvia Berger         | Régine Cavagnoud                           |
| Coppa del Mondo di sci alpino 2002 | 16 dicembre 2001 | Sonja Nef             | Anja Pärson           | Michaela Dorfmeister                       |
| Coppa del Mondo di sci alpino 2003 | 12 dicembre 2002 | Karen Putzer          | Sonja Nef             | Michaela Dorfmeister Alexandra Meissnitzer |
| Coppa del Mondo di sci alpino 2014 | 22 dicembre 2013 | Tina Weirather        | Lara Gut              | Maria Pietilä Holmner                      |

#### Slalom speciale
| Competizione                       | Data             | Prima               | Seconda            | Terza            |
| ---------------------------------- | ---------------- | ------------------- | ------------------ | ---------------- |
| Coppa del Mondo di sci alpino 1970 | 12 dicembre 1969 | Michèle Jacot       | Barbara Cochran    | Florence Steurer |
| Coppa del Mondo di sci alpino 1971 | 16 dicembre 1970 | Betsy Clifford      | Florence Steurer   | Wiltrud Drexel   |
| Coppa del Mondo di sci alpino 1973 | 9 dicembre 1972  | Pamela Behr         | Odile Chalvin      | Patricia Emonet  |
| Coppa del Mondo di sci alpino 1974 | 7 dicembre 1983  | Christa Zechmeister | Hanni Wenzel       | Marilyn Cochran  |
| Coppa del Mondo di sci alpino 1998 | 20 dicembre 1997 | Ylva Nowén          | Deborah Compagnoni | Urška Hrovat     |
| Coppa del Mondo di sci alpino 2007 | 21 dicembre 2006 | Marlies Schild      | Annemarie Gerg     | Therese Borssén  |

#### Combinata alpina
| Competizione                       | Data             | Prima              | Seconda               | Terza                 |
| ---------------------------------- | ---------------- | ------------------ | --------------------- | --------------------- |
| Coppa del Mondo di sci alpino 1978 | 18 dicembre 1978 | Marie-Theres Nadig | Annemarie Moser-Pröll | Hanni Wenzel          |
| Coppa del Mondo di sci alpino 1980 | 6 dicembre 1979  | Marie-Theres Nadig | Hanni Wenzel          | Annemarie Moser-Pröll |
| Coppa del Mondo di sci alpino 1981 | 4 dicembre 1980  | Marie-Theres Nadig | Irene Epple           | Christa Kinshofer     |
| Coppa del Mondo di sci alpino 1982 | 4 dicembre 1981  | Irene Epple        | Erika Hess            | Christa Kinshofer     |
| Coppa del Mondo di sci alpino 1983 | 8 dicembre 1982  | Elisabeth Kirchler | Tamara McKinney       | Erika Hess            |
| Coppa del Mondo di sci alpino 1984 | 8 dicembre 1983  | Erika Hess         | Lea Sölkner           | Christin Cooper       |
| Coppa del Mondo di sci alpino 1984 | 11 dicembre 1983 | Irene Epple        | Erika Hess            | Hanni Wenzel          |
| Coppa del Mondo di sci alpino 1986 | 12 dicembre 1985 | Erika Hess         | Brigitte Oertli       | Maria Walliser        |
| Coppa del Mondo di sci alpino 1986 | 13 dicembre 1985 | Michela Figini     | Maria Walliser        | Marina Kiehl          |
| Coppa del Mondo di sci alpino 1998 | 21 dicembre 1997 | Hilde Gerg         | Katja Seizinger       | Martina Ertl          |
| Coppa del Mondo di sci alpino 2016 | 18 dicembre 2015 | Lara Gut           | Lindsey Vonn          | Michaela Kirchgasser  |
| Coppa del Mondo di sci alpino 2017 | 16 dicembre 2016 | Ilka Štuhec        | Michelle Gisin        | Sofia Goggia          |

#### Supercombinata
| Competizione                       | Data             | Prima        | Seconda         | Terza           |
| ---------------------------------- | ---------------- | ------------ | --------------- | --------------- |
| Coppa del Mondo di sci alpino 2010 | 18 dicembre 2009 | Lindsey Vonn | Maria Riesch    | Elisabeth Görgl |
| Coppa del Mondo di sci alpino 2011 | 19 dicembre 2010 | Lindsey Vonn | Elisabeth Görgl | Nicole Hosp     |